# Schließe meine Augen, begehre oder töte mich
Schließe meine Augen, begehre oder töte mich (Close My Eyes) ist ein englisches Filmdrama, das sich mit Inzest befasst.

## Handlung
Natalie und ihr jüngerer Bruder Richard haben seit dem Tod ihrer Eltern mangels anderer Verwandten oder Freunde nur noch einander, um sich die Dinge zu erzählen, die ihnen wirklich am Herzen liegen.
Während Richard das Leben genießt, ein turbulentes Liebesleben hat und auch beruflich erfolgreich ist, sucht Natalie nach „Mr. Right“, der sie glücklich machen soll. Daran scheitert sie immer wieder wie auch an ihrer beruflichen Erfüllung. Die Beziehung der Geschwister zueinander wird über viele Jahre hin verfolgt.
Zu dem Zeitpunkt, als Richard beruflich und auch privat etwas zur Ruhe kommt, scheint auch Natalie endlich das zu finden, was sie so lange gesucht hat. Der exzentrische, ununterbrochen redende, zu allem einen Kommentar abgebende, wissbegierige und steinreiche Sinclair scheint die Erfüllung all ihrer Wünsche zu sein. Er bietet ihr ein schönes Heim, finanzielle Freiheit und Liebe. Richard fehlt bei der Hochzeit, erscheint aber an Natalies Geburtstag mit großer Verspätung – und es geschieht das, was nicht passieren durfte: Natalie und Richard beginnen eine Affaire, obwohl Natalie ihren Mann eigentlich liebt.
Sie hat sich im Laufe der Zeit sogar seine Sprechweise angewöhnt, was ihrem Bruder sofort auffällt. Als er sie daraufhin anspricht, meint sie lächelnd, ob sie denn nicht immer so gesprochen habe. Gegen die sexuelle Anziehung versucht sich Natalie zu wehren. Jeder Kuss wird als „der letzte“ bezeichnet, jede Berührung als „nur noch dieses eine Mal“. Als die beiden schließlich miteinander im Bett landen, sind sie sich einig, dass es „nie wieder geschehen wird“. Doch beide scheinen machtlos gegen ihr sexuelles Verlangen. Als sie unvorsichtig werden und Natalie Sinclair eine Geschäftsreise vortäuscht, sie aber im angegebenen Hotel nicht zu erreichen ist, wird er misstrauisch. Er durchsucht ihre Sachen, hält dann aber inne und zieht sich zurück. Als sie von ihrer angeblichen Geschäftsreise zurückkehrt, fragt er nur vorsichtig nach, ohne wirklich nachzubohren. Er will seine Augen vor dem Offensichtlichen verschließen.
Als Richard überraschend Natalie daheim besuchen will, trifft er nur Sinclair an, der ihn zu einem Picknick einlädt. Richard nimmt nur zögernd an, da er von Natalie weiß, dass Sinclair wohl Verdacht geschöpft hat. Er kann die Bootsfahrt und das Picknick nicht genießen. Als Sinclair ihn auffordert, ihm den Namen des Liebhabers seiner Frau zu nennen, behauptet Richard, nichts zu wissen und beteuert, dass Natalie sicher keinen Geliebten habe. Sinclair glaubt ihm nicht.
Die Situation eskaliert, als Sinclair beschließt, mit seiner Frau für einige Zeit in die Staaten zu ziehen. Er bemerkt Richard gegenüber, dass sie da abgelenkt wäre durch all die neuen Eindrücke. Richard hingegen verlangt, dass sie Sinclair verlässt und mit ihm zusammen fortzieht. Bei der großen Abschiedsparty, die Sinclair und Natalie geben, zerrt Richard seine Schwester in einem unbeobachteten Moment weg. Es sieht so aus, als wollte er sie ermorden. Er ist der Meinung, dass sie ihn die ganze Zeit über nur benutzt und manipuliert hat, um zu sich selbst zu finden. Sinclair, dem die Abwesenheit der beiden aufgefallen ist, wird unruhig. Als die beiden leicht lädiert und verstört zurückkehren, erklärt er die Party für beendet.
Richard äußert sich den beiden gegenüber verwundert, dass Sinclair trotz allem so ruhig bleibt. Am Schluss wird klar, dass Sinclair einfach nicht wahrhaben wollte und will, was tatsächlich geschehen ist.

## Auszeichnung (Auswahl)
- 1991: Evening Standard British Film Award – für den Besten Film und besten Schauspieler (Alan Rickman)